# Ben Geurens
Benjamin "Ben" Geurens (Melbourne; 24 de diciembre de 1979) es un actor australiano, conocido por haber interpretado a Toby Mangel en la serie australiana Neighbours.

## Biografía
En 2004 se graduó de la escuela australiana National Institute of Dramatic Art "NIDA" con una licenciatura en actuación.

## Carrera
En teatro Ben ha apareció en obras como: The Return, Romeo and Juliet, Much Ado About Nothing, Who's Afraid of the Working Class, entre otras...
En 1990 se unió al elenco de la popular serie australiana Neighbours, donde interpretó a Toby Mangel, el hijo de Joe Mangel hasta el 2 de febrero de 1993 después de que su personaje se mudara a Western Australia. Anteriormente Toby fue interpretado por el actor Finn Greentree-Keane del 10 de noviembre de 1988 hasta 1990.
En 1994 se unió al elenco recurrente de la serie Snowy River: The McGregor Saga, donde interpretó a Michael O'Neil hasta el final de la serie en 1996.
En 2000 apareció como invitado en un episodio de la serie policíaca Blue Heelers, donde interpretó a Carl Wagner. En 2006 se unió como personaje recurrente a la exitosa y popular serie australiana Home and Away, donde interpretó a Ashton "Ash" Nader, un joven con el que Martha MacKenzie comienza a salir pero que termina con él luego de enterarse de que la había estado engañando y que en realidad era casado y tenía dos hijos. En 2009 se unió al elenco de la serie The Jesters, donde interpretó a Steve Morris hasta el final de la serie en 2011. Ese mismo año apareció en las populares series Packed to the Rafters, donde interpretó a Dermott Bannon, el hermano de Melissa Bannon (Zoe Ventoura), en la serie médica All Saints como Owen y finalmente en la exitosa serie Mcleod's Daughters, donde dio vida a Geoff Gardiner.
En 2010 apareció como invitado en la serie policíaca City Homicide, donde dio vida a Sean Eden-Seen". En 2013 se unió al elenco recurrente de la serie Mr & Mrs Murder, donde interpreta a Alan.
En 2015 se unió al elenco principal de la serie Reign donde interpretó al embajador inglés Gideon Blackburn, hasta el antepenúltimo episodio de la cuarta y última temporada de la serie en 2017 después de que su personaje fuera envenenado por Stéphane Narcisse (Craig Parker) para vengar la muerte de Lola.

## Filmografía

### Series de televisión
| Año         | Serie                           | Personaje           | Notas                              |
| ----------- | ------------------------------- | ------------------- | ---------------------------------- |
| 2015 - 2017 | Reign                           | Gideon Blackburn    | 29 episodios                       |
| 2015        | Catching Milat                  | David "Bodge" Milat | 2 episodios - miniserie            |
| 2014        | Offspring                       | Russell             | episodio # 5.9                     |
| 2014        | Winners & Losers                | Adam Grbowski       | 7 episodios                        |
| 2013        | Paper Giants: The Magazine Wars | Phil Evans          | episodio # 1.2 - miniserie         |
| 2013        | Mr & Mrs Murder                 | Alan                | 5 episodios                        |
| 2012        | Australia on Trial              | George Anderson     | episodio "Massacre at Myall Creek" |
| 2009 - 2011 | The Jesters                     | Steve Morris        | 16 episodios                       |
| 2010        | City Homicide                   | Sean Eden           | episodio "Last Seen"               |
| 2009        | Packed to the Rafters           | Dermott Bannon      | episodio "It's My Party"           |
| 2009        | All Saints                      | Owen                | episodio "Moving on 2"             |
| 2009        | Mcleod's Daughters              | Det. Geoff Gardiner | 3 episodios                        |
| 2006 - 2007 | Home and Away                   | Ash Nader           | 12 episodios                       |
| 2000        | Blue Heelers                    | Carl Wagner         | episodio "Hard Feelings"           |
| 1994 - 1996 | Snowy River: The McGregor Saga  | Michael O'Neil      | 52 episodios                       |
| 1990 - 1993 | Neighbours                      | Toby Mangel         | 182 episodios                      |

### Películas
| Año  | Título        | Personaje     | Notas                                                                               |
| ---- | ------------- | ------------- | ----------------------------------------------------------------------------------- |
| 2014 | Dick's Clinic | Reece Kidd    | junto a Justin Rosniak, Caleb Alloway, Jeremy Kewley, Don Bridges y Louise Crawford |
| 2008 | Monkey Puzzle | Carl          | junto a Ryan Johnson, Ella Scott Lynch y Socratis Otto                              |
| 2006 | Two Nights    | Joven Hombre  | corto - junto a Nicholas Papademetriou y Paul He                                    |
| 1993 | Body Melt     | Brandon Noble | junto a Gerard Kennedy, Andrew Daddo, Matthew Newton y Brett Climo                  |

### Director, productor y doble
| Año  | Título     | Notas                     |
| ---- | ---------- | ------------------------- |
| 2013 | Lightbulb  | director y productor      |
| 1989 | Neighbours | doble - episodio # 1.1108 |

### Teatro
| Año  | Obra                   | Personaje     | Director (a)     | Teatro                    | Notas                                                                |
| ---- | ---------------------- | ------------- | ---------------- | ------------------------- | -------------------------------------------------------------------- |
| 2013 | Hate                   | Michael       | Marion Potts     | Malthouse Theatre         | junto a Sara Wiseman, William Zappa y Glenda Linscott                |
| 2012 | The Pride              | Oliver        | Gary Abrahams    | Red Stitch Actors Theatre | junto a Lyall Brooks, Ngaire Dawn Fair y Ben Prendergast             |
| 2009 | This Is Our Youth      | Dennis        | Nicholas Pollock | -                         | junto a Nicole da Silva y Ashley Zukerman                            |
| 2009 | Shining City           | Laurence      | Nicholas Pollock | Stables Theatre           | junto a Caroline Craig, Laurence Coy y Alan Dukes                    |
| 2008 | The Great              | Robert Dudley | Peter Evans      | Sydney Theatre            | junto a Peter Evans, Toby Schmitz y Robin McLeavy                    |
| 2007 | The Glass Soldier      | Wolfie        | Simon Phillips   | Melbourne Theatre         | junto a Kerry Armstrong, Steve Bisley, Asher Keddie y Robert Menzies |
| 2007 | The History Boys       | Dakin         | Peter Evans      | -                         | junto a Rhys McConnochie, Matthew Newton y Ashley Zukerman           |
| 2006 | Entertaining Mr Sloane | Mr Sloane     | Simon Phillips   | Fairfax Theatre           | junto a Amanda Muggleton, Bob Hornery y Richard Piper                |
| 2005 | Bones                  | -             | Tamara Cook      | Darlinghurst Theatre      | junto a Brian Cobb, Benjamin Lawson, Nathan Lovejoy y Terry Serio    |